# Bama papuana
Bama papuana är en tvåvingeart som beskrevs av Willi Hennig 1940. Bama papuana ingår i släktet Bama och familjen bredmunsflugor. Inga underarter finns listade i Catalogue of Life.